# 索諾拉州
索諾拉州 （西班牙語：Sonora）是墨西哥三十一個州之一，西臨加利福尼亞灣，北鄰美國新墨西哥州和亞利桑那州，西北隔科羅拉多河與下加利福尼亞半島分開。首府埃莫西約，下分72市。
蒂布龙岛面积1201平方公里，无人居住。
1824年為索諾拉-錫那羅亞州，1830年9月30日分為兩州。